# Még kér a nép
Még kér a nép (traducció literal en català: I la gent encara exigeix) és una pel·lícula hongaresa de 1972 dirigida per Miklós Jancsó. L'argument de la pel·lícula, que gira entorn d'una revolta de pagesos de 1890, es forneix dels moviments revolucionàris hongaresos del s.XIX com a font d'inspiració, prenent especialment com a referent la revolució hongaresa de 1848, en la qual hi va participar el poeta nacionalista Sándor Petőfi. Una cita pertanyent a un poema del poeta hongarès és la que dona el títol a la pel·lícula.

## Al voltant de la pel·lícula
Tal com en la majoria dels treballs més coneguts de Miklós Jancsó, Még kér a nép està basada en esdeveniments de la història hongaresa. La pel·lícula està constituïda per només 26 preses diferents, d'una durada molt llarga. A diferència de les seves anteriors pel·lícules, en les quals la música feia molt poc acte de presència, a Még kér a nép gairebé cada escena inclou música, normalment en forma de cançons que interpreten els personatges de la pantalla. Les cançons inclouen música folk hongaresa i altres cançons en rus i anglès. Entre les cançons angleses, hi ha la popular "Charlie Is My Darling". Degut a la nombrosa presència de cançons i danses, la pel·lícula a vegades és considerada com un musical.

## Premis i nominacions

### Premis
- 1972. Premi a la millor direcció en el Festival de Canes per Miklós Jancsó[3]

### Nominacions
- 1972. Palma d'Or[1][2]